# Jean-Christophe Spadaccini
Jean-Christophe Spadaccini ist ein französischer Maskenbildner und Friseur.

## Leben
Spadaccini ist seit den späten 1980er im Filmgeschäft tätig, sein Schaffen umfasst mehr als 50 Produktionen.
Im Jahr 2024 arbeitete er an Emilia Pérez von Regisseur Jacques Audiard. Dafür wurde er bei der Oscarverleihung 2025 zusammen mit Julia Floch Carbonel und Emmanuel Janvier in der Kategorie Bestes Make-up und beste Frisuren nominiert.

## Filmografie (Auswahl)
- 1988: Mon père: Victor F. (Kurzfilm)
- 1998: Menschenfeind
- 2000: Alein mit der Angst
- 2000: Die purpurnen Flüsse
- 2001: Kiss of the Dragon
- 2001: Vidocq
- 2002: Irreversibel
- 2002: Die Bourne Identität
- 2003: Pakt der Druiden
- 2003: Ruby & Quentin – Der Killer und die Klette
- 2004: Die purpurnen Flüsse 2 – Die Engel der Apokalypse
- 2004: Immortal – New York 2095: Die Rückkehr der Götter
- 2006: Agatha Christie – Einladung zum Mord (Miniserie)
- 2007: Eden Log
- 2008: Dante 01
- 2009: Beauté fatale (Fernsehfilm)
- 2010: Adèle und das Geheimnis des Pharaos
- 2011: Sie hat alles gestanden (Fernsehfilm)
- 2012: Holy Motors
- 2012: Asterix & Obelix – Im Auftrag Ihrer Majestät
- 2014: The Search
- 2015: Meurtres à Guérande (Fernsehfilm)
- 2015: Arletty, une passion coupable (Fernsehfilm)
- 2015: Le vagabond de la Baie de Somme (Fernsehfilm)
- 2015: La tueuse caméléon
- 2016: Trepalium – Stadt ohne Namen (Miniserie)
- 2016: Meurtres à Grasse (Fernsehfilm)
- 2017: Riviera (Fernsehserie, 8 Folgen)
- 2018: The Most Assassinated Woman in the World
- 2018: The Sisters Brothers
- 2018: Van Gogh – An der Schwelle zur Ewigkeit
- 2018: Achoura
- 2019: Une mort sans importance (Fernsehfilm)
- 2019: Anna: Die Agentin
- 2020: Meander – Survival Instinct
- 2021: The Cursed – Der Fluch der Bestie
- 2022: Final Cut of the Dead
- 2022: The Deep Dark
- 2023: Animalia
- 2023: Le Roi des Ombres
- 2024: Emilia Pérez
- 2024: GTMax

## Auszeichnungen (Auswahl)
- 1996: Goya-Nominierung in der Kategorie Beste visuelle Effekte für Die Stadt der verlorenen Kinder
- 2023: Publikumspreis des Toronto After Dark Film Festival für The Deep Dark
- 2025: Hollywood-Makeup-Artist-and-Hair-Stylist-Guild-Award-Nominierung in der Kategorie Bestes Make-up in einem Spiel film für Emilia Pérez
- 2025: BAFTA-Nominierung in der Kategorie Bestes Make-up und beste Frisuren für Emilia Pérez
- 2025: Oscar-Nominierung in der Kategorie Bestes Make-up und beste Frisuren für Emilia Pérez